# Nordlig chachalaca
Nordlig chachalaca (Ortalis vetula) är en hönsfågel i familjen trädhöns, den nordligaste förekommande arten i familjen och den enda som hittas i Nordamerika.

## Utseende och läte
Chachalacor är medelstora fåglar med lång hals och lång stjärt, oftast med dämpade färger i brunt och rostbrunt. Denna art är genomgående brun med en röd hudflik i mungipan som blir synligast under spelet. Stjärten är mörk med vita fjäderspetsar. Det grova lätet, varifrån fåglarna fått sitt namn, återges i engelsk litteratur som ett "REEK a der", avgivet i kör av flera individer. Vid oro hörs ett dämpat "krrr".

## Utbredning och systematik
Nordlig chachalaca delas in i fyra underarter med följande utbredning:
- Ortalis vetula mccallii – förekommer från sydligaste Texas till norra Veracruz i Mexiko
- Ortalis vetula vetula – förekommer från södra Veracruz till nordvästra Costa Rica
- Ortalis vetula pallidiventris – förekommer på norra Yucatánhalvön i Mexiko
- Ortalis vetula deschauenseei – förekommer på ön Útila norr om Honduras fastland

Vissa urskiljer även underarten intermedia med utbredning från södra Yucatánhalvön till norra Guatemala och Belize, nyligen även funnen i nordvästra El Salvador.
Vitbukig och västmexikansk chachalaca behandlades båda tidigare som underarter till nordlig chachalaca, men hybridisering har inte noterats där deras utbredningsområden möts. Den isolerade populationen i nordvästra Costa Rica inkluderas i nominatformen, men för ibland istället till vitbukig chachalaca.

## Levnadssätt
Nordlig chachalaca är en social fågel som alltid ses i grupper om fem till tio fåglar. De rör sig utmed marken eller genom låga grenar. Vid uppflog lyfter den med tunga vingslag. Arten hittas i flodnära skogsområden och mesquitebuskmarker där den huvudsakligen livnär sig av frukt. Fågeln häckar mars–maj i Veracruz, Yucatán och södra Chiapas, i Texas i april–maj och i Tamaulipas i juli.

## Status och hot
Arten har ett stort utbredningsområde och en stor population med stabil utveckling. Utifrån dessa kriterier kategoriserar IUCN arten som livskraftig (LC).

## Bilder

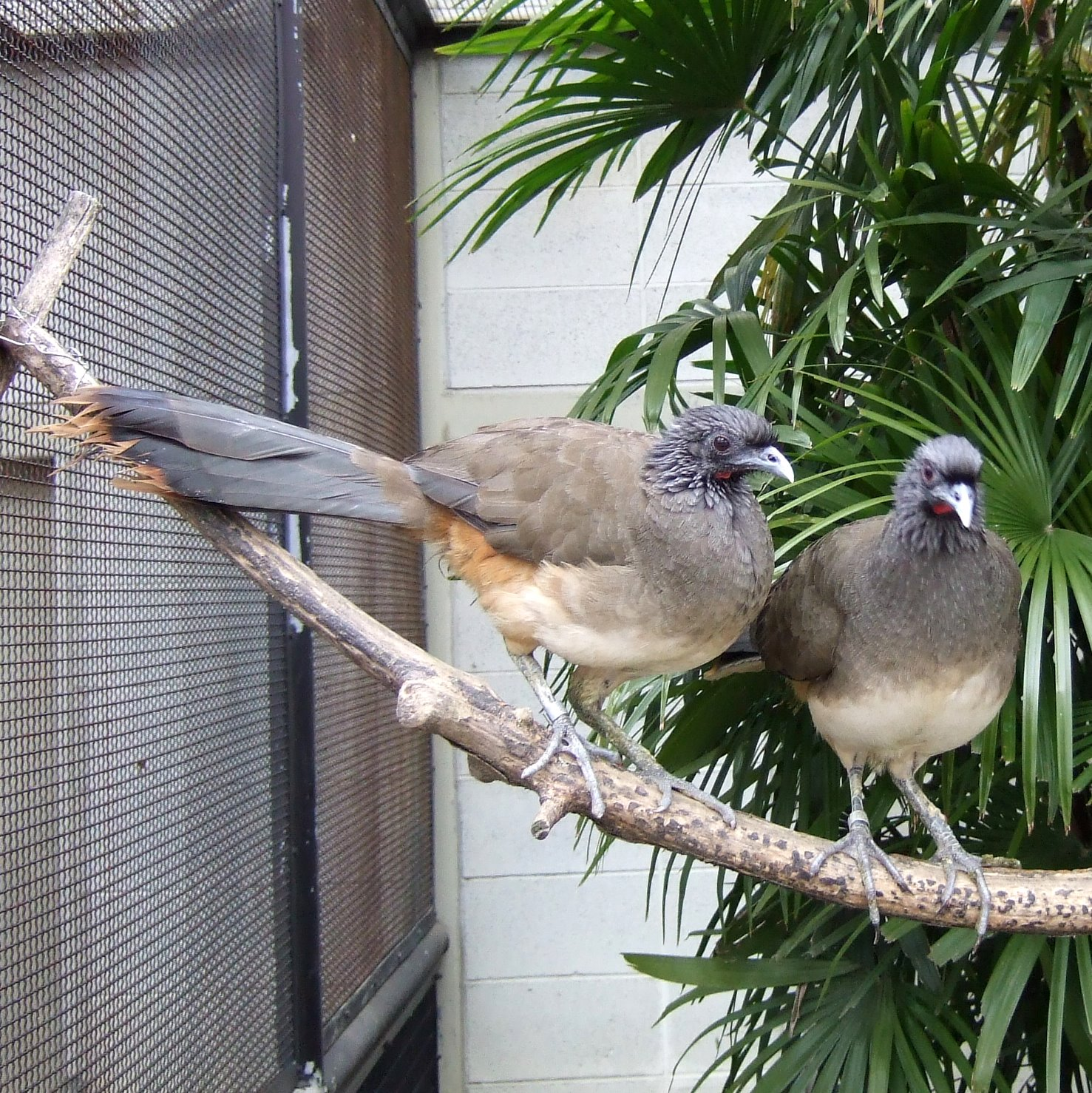
Två individer i bur
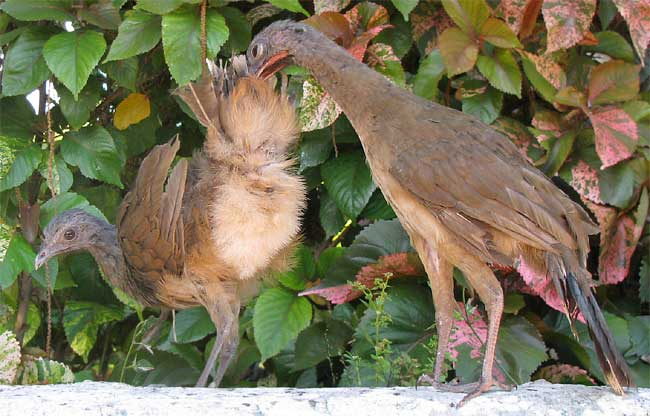
Två juvenila individer